# Zelotes mandae
Zelotes mandae är en spindelart som beskrevs av Benoy Krishna Tikader och Gajbe 1979. Zelotes mandae ingår i släktet Zelotes och familjen plattbuksspindlar. Inga underarter finns listade i Catalogue of Life.